# Jofre IV de Rocabertí
Jofre IV de Rocabertí i Desfar fou vescomte de Rocabertí en succeir el seu pare Dalmau VI de Rocabertí i la seva mare Emessenda Desfar, baronessa de Navata i Calabuig.

## Biografia
Va regir el vescomtat només 5 anys, de 1304 a 1309, tot i que ja estava associat al govern vescomtal mentre el seu pare fou viu. Començà el govern amb disputes amb el comte d'Empúries i el comte d'Urgell. Fidel servidor del rei Jaume II el Just, va participar en la conquesta de Menorca i segurament també a Múrcia. També va participar en la campanya contra Frederic de Sicília de 1297. La seva amistat amb el rei va fer que Blanca d'Anjou s'allotgés al seu castell abans de casar-se amb el monarca a Vilabertran el 1295.

## Núpcies i descendència
Jofre V de Rocabertí es va casar amb Cecília d'Urgell i tingueren els següents fills:
- Dalmau VII de Rocabertí, l'hereu.
- Guerau, mort el 1341 i paborde de Tarragona.
- Galceranda, monja.
- Alamanda, mona.
- Geralda, casada successivament amb Guillem III de Canet, primer vescomte de Canet i Guerau Alemany, senyor de Guimerà.
- Jofre, comanador de l'orde de Sant Joan de Jerusalem.
- Bernat Hug.